# Shimr ibn Dhil-Jawshan
Shimr ibn Dhil-Jawshan (arabe : شمر بن ذي الجوشن) est le fils de Churahbil ibn Awar ibn Amr (surnommé Dhil-Jawshan : le "détenteur de l'armure"), un membre de la tribu des Banu Kilab (en) (les sources sunnites diffèrent à ce sujet) l'une des tribus Hawazinites/Qaysites de l'Arabie. Oumm al-Banin (en), la mère d'al-Abbas appartient également à cette tribu. Shimr jouit d'une réputation ignominieuse à la fois chez les musulmans chiites et sunnites. En effet, il est connu pour être l’homme qui a décapité le petit-fils du prophète musulman Muhammad, Hussein ibn Ali, lors de la bataille de Kerbala. Se considérant comme un parent d'al-Abbas, il lui offre sa protection étant donné qu'il n'a pas combattu Yazid, mais ce dernier refuse.

## Biographie
Il est l'un des chefs de l'armée du calife bien guidé Ali ibn Abi Talib à la bataille de Siffin durant laquelle il est blessé à la tête par un coup d'épée. 

### Mort
Après le renversement du gouverneur zoubeïride de Koufa Abdoullah ibn Mouti (en) par Moukhtar ath-Thaqafi qui souhaite se venger des assassins de Hussein et de sa famille, Shimr quitte la ville, ne s'y sentant plus en sécurité. Dans sa fuite vers Bassorah (où il espère recevoir la protection du gouverneur zoubeïrde Mous'ab ibn az-Zoubeïr (en), demi-frère du calife), il est rattrapé par Abou Amra Kaïssane (en), commandant de la police de Moukhtar, qui le tue et fait envoyer sa tête en présent au nouvel homme fort de Koufa. Les narrations chiites racontent que le corps décapité de Shimr est ensuite déchiré en morceaux par des chiens sauvages.

## Descendance
Son plus célèbre descendant est probablement son arrière-arrière-petit-fils As-Soumaïl ibn Hatim al-Kilabi (ar), membre de l'armée envoyée en Ifriqiya par le calife Hicham pour combattre la grande révolte berbère. Après la mort du chef de l'expédition Koulthoum ibn Iyyad al-Qousheïri (en) en octobre 741, As-Soumaïl se réfugie en Ibérie où il devient le chef des Moudarites (en) de la péninsule puis l'un des hommes de confiance des derniers gouverneurs (woulat) pré-cordouans d'Al-Andalous,. 

## Représentation
Shimr est représenté dans des pièces commémorant la passion d'al-Husayn lors du deuil chiite de l'Achoura.